# قمص

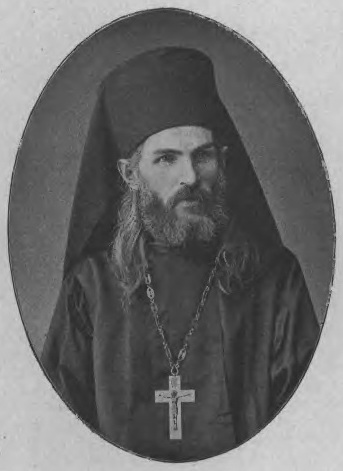

القمص (باليونانية: ἡγούμενος) هو لقب ديني كان يحمله في الأساس رئيس الدير في الكنيستين الأرثوذكسية الشرقية والكاثوليكية الشرقية، ويعادل منصب رئيس الدير abbot في الكنائس الغربية.
أصل الكلمة في اليونانية «إيغومينوس» (ἡγούμενος)، ومعناها الحرفي «المسؤول» أو «القائد». ويستخدم اللقب في الكنيسة القبطية الأرثوذكسية للدلالة على رئيس الكهنة، ويُمنح للقسوس المتزوجين والرهبان على حد سواء، ولا يحمله رؤساء الأديرة، التي يحمل الواحد منهم رتبة أسقف في الكنيسة القبطية الأرثوذكسية (كان رئيس الدير يحمل لقب «قمص» حتى مطلع القرن العشرين).